# Stazione meteorologica di Desenzano del Garda
La stazione meteorologica di Desenzano del Garda è la stazione meteorologica di riferimento relativa alla località di Desenzano del Garda.

## Coordinate geografiche
La stazione meteo si trova nell'Italia nord-occidentale, in Lombardia, in provincia di Brescia, nel comune di Desenzano del Garda, a 64 metri s.l.m. e alle coordinate geografiche 45°28′N 10°32′E. Grazie alla massa d'acqua del Lago di Garda a quelle coordinate si registra un clima submediterraneo, con inverni più miti, rispetto alle zone circostanti, ed estati calde e interrotte da forti temporali.

## Dati climatologici
In base alla media trentennale di riferimento 1961-1990, la temperatura media del mese più freddo, gennaio, si attesta a +3,0 °C; quella del mese più caldo, luglio, è di +23,4 °C .
| Desenzano del Garda   | Mesi | Mesi | Mesi | Mesi | Mesi | Mesi | Mesi | Mesi | Mesi | Mesi | Mesi | Mesi | Stagioni | Stagioni | Stagioni | Stagioni | Anno |
| Desenzano del Garda   | Gen  | Feb  | Mar  | Apr  | Mag  | Giu  | Lug  | Ago  | Set  | Ott  | Nov  | Dic  | Inv      | Pri      | Est      | Aut      | Anno |
| --------------------- | ---- | ---- | ---- | ---- | ---- | ---- | ---- | ---- | ---- | ---- | ---- | ---- | -------- | -------- | -------- | -------- | ---- |
| T. max. media (°C)    | 5,7  | 8,1  | 13,0 | 17,6 | 21,4 | 25,0 | 27,4 | 26,8 | 23,1 | 17,8 | 11,6 | 7,2  | 7,0      | 17,3     | 26,4     | 17,5     | 17,1 |
| T. min. media (°C)    | 0,2  | 1,5  | 4,9  | 9,0  | 13,1 | 17,0 | 19,3 | 18,7 | 15,5 | 11,1 | 6,2  | 2,1  | 1,3      | 9,0      | 18,3     | 10,9     | 9,9  |
| T. max. assoluta (°C) | 10,6 | 14,2 | 19,5 | 23,2 | 26,5 | 30,0 | 32,0 | 31,5 | 27,5 | 22,8 | 16,5 | 12,0 | 14,2     | 26,5     | 32,0     | 27,5     | 32,0 |
| T. min. assoluta (°C) | −6,0 | −5,7 | −1,0 | 3,5  | 7,6  | 11,5 | 14,5 | 14,5 | 10,5 | 6,0  | 0,0  | −3,0 | −6,0     | −1,0     | 11,5     | 0,0      | −6,0 |